# 粗鳞鮻
粗鳞鮻（学名：Liza dussumieri，又稱綠背鮻、白鮻为為輻鰭魚綱鯔形目鯔科鮻屬的其中一種。俗名西鱼、白鲻、鲻鱼。

## 分布

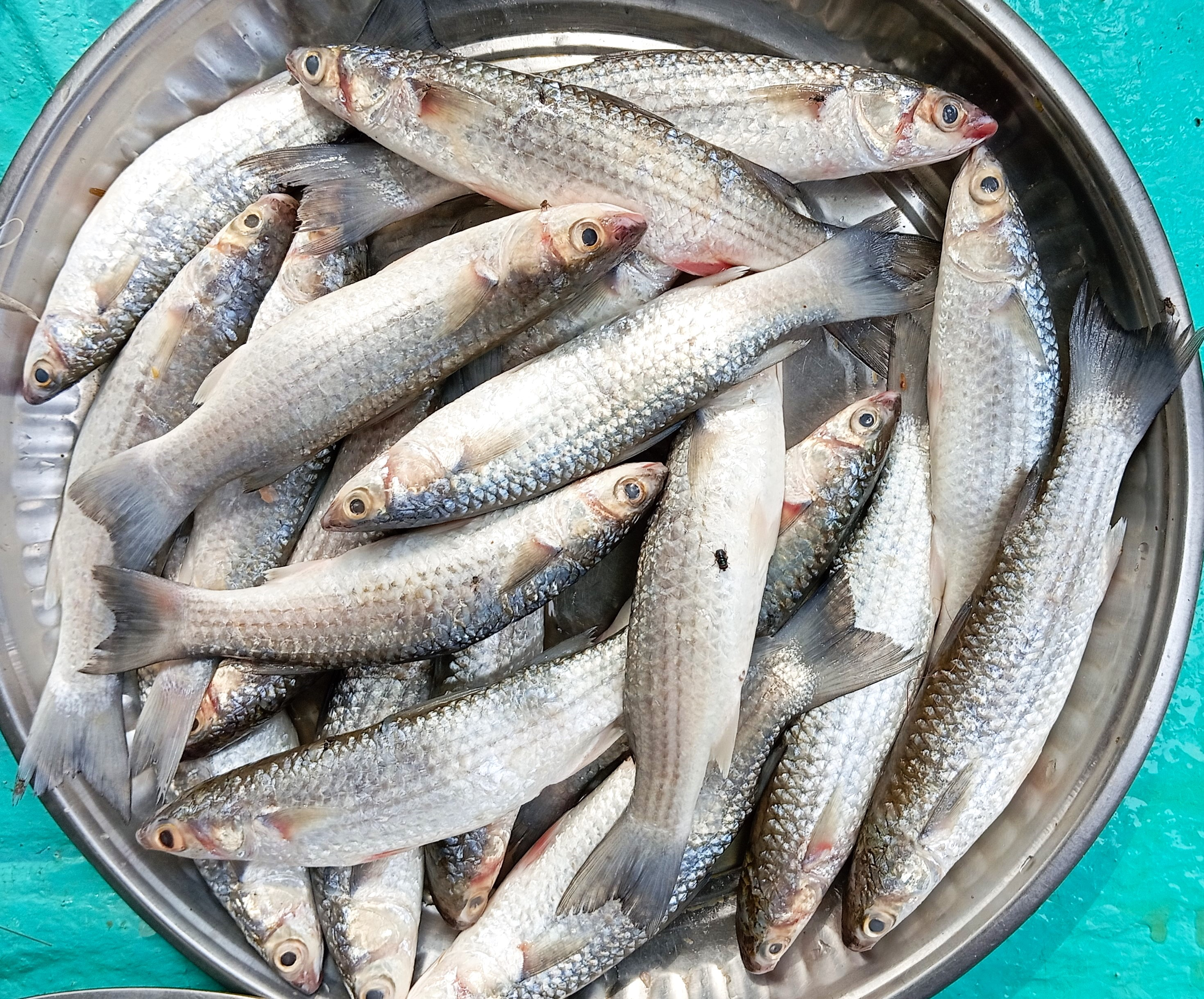
粗鳞鮻

本魚分布於印度太平洋區，包括南非、阿曼、斯里蘭卡、巴基斯坦、孟加拉、印度、泰國、日本、緬甸、馬來西亞、台灣、新加坡、菲律賓、印尼、澳洲、薩摩亞群島、萬那杜、法屬玻里尼西亞等海域。该物种的模式产地在孟买。

## 深度
水深0至40公尺。

## 特徵
本魚體延長，前部圓筒型，後部側扁。體高大魚頭長，頭中大，前端平扁，後部側扁。口小，亞腹位，口裂呈「A」形。脂性眼瞼不甚發達。背面呈深綠色，腹側白色的，具有3至6條不明顯又深色的斑紋沿著上面的列鱗片。背鰭略呈灰色，尾鰭藍色的有黑色的邊緣。背鰭硬棘4至5枚、背鰭軟條8至9枚；臀鰭硬棘3枚、臀鰭鰭條9枚。一縱列鱗片28至29枚。胸鰭無色，基部亦無色素斑。體長可長40公分。

## 生態
為近海暖水性魚類。棲息在淺海或河口鹹淡水交匯處。吞食底層淤泥，以攝食其中之矽藻即有機碎屑。

## 經濟利用
食用魚，但沒有烏魚那麼飽滿的卵，體型也較小。紅燒、煮湯均宜。

## 扩展阅读
維基物種上的相關：粗鳞鮻